# 南ウバンギ州
南ウバンギ州（みなみウバンギしゅう、仏: Province du Sud-Ubangi）はコンゴ民主共和国北西部の州。2006年2月に成立し2009年から施行されたコンゴ民主共和国憲法による。ウバンギ川の湾曲部の南に位置し、それまでの赤道州の北西部にあたる。北東に北ウバンギ州、南東にモンガラ州、南に2006年以降の赤道州、南西にコンゴ共和国リクアラ州、北西に中央アフリカロバイエ州、バンギ、オンベラ・ムポコ州と接する。
1984年以降公式の国勢調査は行われておらず、人口値は信頼性が乏しい。2006年の大統領選挙における南ウバンギ州の有権者数は89万人で有権者総数2540万人の3.5%だった。『エスノローグ』によれば北部にウバンギ系住民、南部にバントゥ系住民が多い。2009年12月に共にバントゥ系民族のロバラ人とボムボマ人（バボ人）の間で漁業資源などを巡る衝突が発生し、コンゴ共和国、中央アフリカに難民が流出した。

## 県
- ブジャラ
- ゲメナ
- クング
- リベンゲ

## 都市
- ゾンゴ

## 脚註
1. ↑  Languages of Democratic Republic of the Congo, 『エスノローグ』2009年版。
2. ↑  北西部で起きた地域グループ間の戦闘で7万人が避難、国境なき医師団、2009年12月11日。
3. ↑  海外安全ホームページ、日本国外務省、2010年5月10日閲覧。